# テーサバーンムアン・ローイエット
テーサバーンムアン・ローイエットあるいはローイエット自治体はタイ王国ローイエット県ムアンローイエット郡にある自治体（テーサバーンムアン）である。ローイエット市のタムボン・ナイムアン全体からなる。2006年の人口は34,229人である。